# 皮耶韦菲西拉加
皮耶韦菲西拉加（義大利語：Pieve Fissiraga），是意大利洛迪省的一个市镇。总面积12平方公里，人口1654人，人口密度137.8人/平方公里（2009年）。ISTAT代码为098045。